# Olympia 1971
Albums de Dalida
Une vie... Il faut du temps
(1972)
Olympia 71 est le titre du premier album live de Dalida paru chez Sonopresse au début de l'année 1972. 
La chanteuse a investi la mythique salle parisienne de l'Olympia pour donner une série de concerts à guichets fermés durant deux semaines. C'est lors de cet évènement que Dalida fut surnommée « l'orchidée blanche », entrant en scène vêtue d'une longue robe blanche signée Balmain et entonnant des chansons à texte tranchant avec son répertoire passé.
L'album présente dix des quinze titres interprétés durant les concerts. Il faudra attendre 1993, et la parution d'un coffret réunissant les concerts de la chanteuse pour avoir l'opportunité d'entendre le concert dans son intégralité.

## Version 33tours

### Face A
- Introduction Orchestre
- Non (Why)
- Chanter les voix
- Hene matov
- Tout au plus
- Toutes les femmes du  monde

### Face B
- Les Choses de l'amour
- Ils ont changé ma chanson, ma
- Une Vie
- Avec le temps
- Ciao amore, ciao

## Version compact disc
1. Introduction Orchestre
2. Non
3. Chanter les voix
4. Hene matov
5. Les Anges noirs
6. Tout au plus
7. Les Choses de l'amour
8. Toutes les femmes du monde
9. Le Fermier
10. Darla dirladada
11. Deux colombes
12. Ils ont changé ma chanson
13. Une vie
14. Avec le temps
15. Mamy Blue
16. Ciao amore ciao